# جایزه اروین شرودینگر
جایزه اروین شرودینگر (به آلمانی: Erwin Schrödinger-Preis)، یک جایزهٔ سالانه است که توسط آکادمی علوم اتریش برای یک عمر دستاورد علمی در رشته‌های ریاضیات و علوم طبیعی به اتریشی‌ها داده می‌شود. این جایزه در سال ۱۹۵۸ تأسیس شد و برای نخستین بار به اروین شرودینگر اهدا شد.

## معیارهای جایزه
این جایزه زیر نظر و با انتخاب آکادمی علوم اتریش به دانشمندان ساکن اتریش برای تعالی برتری و دستاوردهای رشته‌های ریاضی و علمی در گسترده‌ترین مفهوم اعطا می‌شود. جایزه نمی‌تواند به اعضای رسمی آکادمی علوم اتریش داده شود.
مراسم اهدای جایزه سالانه در ماه اکتبر برگزار می‌شود. این جایزه شامل یک پرداخت نقدی است که ماهانه پرداخت می‌شود.

## برندگان جایزه
- ۱۹۵۶ اروین شرودینگر
- ۱۹۵۸ فلیکس کارل لودویگ ماچاتسکی
- ۱۹۶۰ Erich Schmid
- ۱۹۶۲ مریتا بلاو
- ۱۹۶۳ Ludwig Flamm and Karl Przibram
- ۱۹۶۴ Otto Kratky
- ۱۹۶۵ Fritz Wessely
- ۱۹۶۶ Georg Stetter
- ۱۹۶۷ Berta Karlik and Gustav Ortner
- ۱۹۶۸ Hans Nowotny
- ۱۹۶۹ والتر تیرینگ
- ۱۹۷۰ Erika Cremer
- ۱۹۷۱ Richard Biebl
- ۱۹۷۲ Fritz Regler and Paul Urban
- ۱۹۷۳ هانس توپی
- ۱۹۷۴ Otto Hittmair and Peter Weinzierl
- ۱۹۷۵ Richard Kiefer and Erwin Plöckinger
- ۱۹۷۶ Herbert W. König and Ferdinand Steinhauser
- ۱۹۷۷ Viktor Gutmann، هلموت راوچ
- ۱۹۷۸ ادموند هلاوکا و Günther Porod
- ۱۹۷۹ Heinz Parkus
- ۱۹۸۰ پیتر شوستر و لیست هانس
- ۱۹۹۹ یوهان مالزر